# Cycloptilum contectum
Cycloptilum contectum är en insektsart som först beskrevs av Rehn, J.A.G. och Morgan Hebard 1912.  Cycloptilum contectum ingår i släktet Cycloptilum och familjen Mogoplistidae. Inga underarter finns listade i Catalogue of Life.